# 6315 Barabash
6315 Barabash este o planetă minoră (asteroid), cu un diametru de 3,566 km, din centura de asteroizi. A fost descoperită pe 11 octombrie 1990 la Kushiro de Seiji Ueda⁠(d) și a fost numită după Stanislav Barabash⁠(d). 
Obiectul prezintă o orbită caracterizată de o semiaxă mare de 2,2451418 UAi, o excentricitate de 0,17, o înclinație de 4,67937 ° în raport cu ecliptica.